# Duszek wilgotny
Duszek wilgotny (Diclidurus isabella) – gatunek ssaka z podrodziny upiorów (Emballonurinae) w obrębie rodziny upiorowatych (Emballonuridae).

## Taksonomia
Gatunek po raz pierwszy zgodnie z zasadami nazewnictwa binominalnego nazwał w 1920 roku angielski zoolog Oldfield Thomas nadając mu nazwę Depanycteris isabella. Holotyp pochodził z Manacapuru, nad rzeką Solimões, w Amazonas, w Brazylii.
Diclidurus isabella należy do podrodzaju Depanycteris. Autorzy Illustrated Checklist of the Mammals of the World uznają ten gatunek za monotypowy.

### Etymologia
- Diclidurus: gr. δικλίς diklis „podwójnie złożony”; ουρα oura „ogon”[11].
- isabella: nowołac. isabellinus „w kolorze isabelinowym, szarawo-żółty”, od fr. Isabelle „Izabela”, od hiszp. Isabella „Izabela”; najprawdopodobniej w aluzji do koloru futra tego nietoperza[12][13].

## Zasięg występowania
Duszek wilgotny występuje od południowej Wenezueli (Amazonas) i Gujany do północno-zachodniej Brazylii (Amazonas).

## Morfologia
Długość ciała (bez ogona) około 68 mm, długość ogona 15–24 mm, długość ucha 15–17 mm, długość tylnej stopy 12–14 mm, długość przedramienia około 54 mm; masa ciała 13–15 g.

## Ekologia
Gatunek owadożerny, chwytający ofiary wyłącznie w locie. Poluje na otwartej przestrzeni, nad rzekami, strumieniami i jeziorami, a także nad koronami drzew w lasach. Wykorzystuje niekiedy duże koncentracje owadów gromadzące się wokół sztucznego oświetlenia, również w miastach. Związany jest z biotopami wilgotnymi, zwłaszcza wielowarstwowym tropikalnym lasem deszczowym. Kryjówki dzienne tego nietoperza są słabo poznane, prawdopodobnie mogą być znajdowane wśród liści palm.